# Андрей Родионов и Борис Тихомиров
Андрей Родионов и Борис Тихомиров — советский дуэт в жанре электронной музыки, использовавшие персональный компьютер для написания экспериментальной компьютерной музыки. Кроме создания музыки дуэт Родионова и Тихомирова занимался выпуском компьютерных программ и компьютерных игр. Одна из первых электронных групп в СССР и, предположительно, первая, которая полностью синтезировала свои записи при помощи компьютерных технологий. Основной творческой задачей авторов было использование компьютеров в различных музыкально-стилистических аспектах: от синтетического звучания до приближения к традиционной палитре классической музыки. Также в качестве целей ставилась пропаганда достижений компьютеризации в сфере духовной культуры. 

## Дискография

### «Пульс 1»

Обратная сторона обложки альбома «Пульс 1»

Запись выполнена на Всесоюзной студии грамзаписи «Мелодия» в 1985 году. Номер в каталоге С60-23379-009. Не только музыка, но и дизайн конверта пластинки были созданы с использованием исключительно компьютерных технологий. На лицевой стороне конверта пластинки помещалось название «Пульс 1» с подзаголовком «Спорт и музыка» (в данной тематической серии было выпущено пять пластинок). На обратной стороне конверта написано «ПУЛЬС 1», и строкой ниже «Музыкальный компьютер (Серия „Спорт и музыка“)». В аннотации указано, что это «первый диск серии „Спорт и музыка“». 
Участники отвечали за программирование музыкального компьютера Yamaha CX5M и синтезаторов Yamaha DX7 и Roland Jupiter 4 и ритмокомпозера Roland TR-909.
- Консультант — ответственный секретарь президиума Федерации художественной гимнастики В. И. Силин
- Звукорежиссёр — Ю. Гриц. Редактор — А. Устин. Художник — Ю. Балашов.
- Текст на обложке:

В организации правильного режима труда и отдыха огромное значение уделяется физическим упражнениям под музыку. Музыкальные ритмы и ритмы двигательных функций относятся к разряду так называемых «функциональных» ритмов, оказывающих существенное влияние на работоспособность и здоровье человека.

Пластинка, представленная вашему вниманию, является результатом новой совместной работы фирмы «Мелодия» со Спорткомитетом СССР. Название «Пульс», под которым планируется выпуск целой серии подобных пластинок, отражает жизненную важность проблем физической культуры.

«Пульс 1» — первый диск серии «Спорт и музыка» может быть рекомендован для проведения тренировочных занятий, соревнований, спортивных праздников, а также других форм активного отдыха.

В связи с тем, что музыка в спорте может быть призвана для решения самых разных задач, данная серия должна быть достаточно разнообразной.

Первая грампластинка серии (формат 30 см при скорости 45 об./мин.) знакомит слушателей с электронной музыкой, впервые в нашей стране созданной с применением персонального музыкального компьютера. Партитуры записанных произведений создавались на экране дисплея, а затем происходило воспроизведение на магнитную ленту. В основе композиции — сюиты, включающие разнохарактерные инструментальные миниатюры.

Надеемся, что совместная работа фирмы «Мелодия» и Спорткомитета СССР даст новый импульс развитию электронной музыки в спорте.

Любовь Богданова, мастер спорта международного класса.
Диск изготовлен Апрелевским ордена Ленина заводом грампластинок и типографией АЗГ. Цена диска, указанная на обложке — 1 рубль 50 копеек. Все надписи на конверте диска выполнены в двух экземплярах — на русском и английском языке. 
Диск содержит по 5 полностью инструментальных композиций на каждой из сторон.

#### Список композиций
| №                   | Название                                  | Музыка              | Длительность |
| ------------------- | ----------------------------------------- | ------------------- | ------------ |
| 1.                  | «Догоняй, компьютер (кросс)»              | Андрей Родионов     |              |
| 2.                  | «Электронный наездник (скачки)»           | Андрей Родионов     |              |
| 3.                  | «В гостях у Нептуна (плавание)»           | Андрей Родионов     |              |
| 4.                  | «Игровой автомат (стрельба из пистолета)» | Андрей Родионов     |              |
| 5.                  | «Барокко (фехтование)»                    | Андрей Родионов     |              |
| Общая длительность: | Общая длительность:                       | Общая длительность: | 12:30        |

| №                   | Название                | Музыка              | Длительность |
| ------------------- | ----------------------- | ------------------- | ------------ |
| 1.                  | «Марафон»               | Борис Тихомиров     |              |
| 2.                  | «Электронный будильник» | Борис Тихомиров     |              |
| 3.                  | «На роликовых коньках»  | Борис Тихомиров     |              |
| 4.                  | «Соревнование»          | Борис Тихомиров     |              |
| 5.                  | «Танец»                 | Борис Тихомиров     |              |
| Общая длительность: | Общая длительность:     | Общая длительность: | 13:00        |

### «512 КБАЙТ»
Запись выполнена на Всесоюзной студии грамзаписи «Мелодия», 1987 год. Номер в каталоге С60-26457-000. На лицевой стороне конверта пластинки название было написано, как «512K bytes». На обратной стороне конверта, приводилось название «512 КБАЙТ», и строкой ниже — Компьютерная музыка. Аннотация на конверте поясняла, что название — это общий объём оперативной памяти двух компьютеров «Yamaha MSX», использованных при записи. Оформление обложки диска также выполнено с помощью компьютера.
На обратной стороне конверта присутствует фотография компьютера Yamaha YIS-805/128R. Это один из наиболее распространённых в то время в СССР компьютеров стандарта MSX (использовался в составе классов Ямаха КУВТ в качестве учительской машины). При создании альбома было использовано два таких компьютера, оснащённых модулями синтезатора SFG-05. Каждый компьютер имел 128 КБ основного ОЗУ и 128 КБ видео-ОЗУ, соответственно, суммарный объём их оперативной памяти составлял 512 КБ.
На фотографии также присутствует дискета с рукописной надписью на этикетке «VGraph». Это название графического редактора для компьютеров MSX.
Диск изготовлен Московским опытным заводом «Грамзапись». Цена диска, указанная на обложке — 2 рубля 50 копеек. Все надписи на конверте диска выполнены в двух экземплярах — на русском и английском языке. Тираж, указанный на обложке — 15000 экземпляров.
Альбом записан при участии: А. Митникова, В. Сауткин (слова в 1-2, 2-4), С. Патрушева (слова в 1-3), Александра Козловского, А. Слободского (слова в 2-2), Евгения Владимировича Головин. Звукорежиссёр: Андрей Синяев. Редактор: А. Лушин.
Диск содержит 11 композиций. В отличие от предыдущей работы, они содержат речевые вставки и стихи.

#### Список композиций
| №  | Название                                                                       | Текст песни                      | Музыка          | Длительность |
| -- | ------------------------------------------------------------------------------ | -------------------------------- | --------------- | ------------ |
| 1. | «Пролог (Я — Бортовой компьютер)»                                              |                                  | Андрей Родионов | 4:22         |
| 2. | «Пульсар. Сюита для двух музыкальных компьютеров, певцов, синтезатора ударных» |                                  |                 |              |
| 3. | «Мы — команда новой формации»                                                  | В. Сауткин                       | Борис Тихомиров | 3:28         |
| 4. | «Чёрный ящик»                                                                  | Борис Тихомиров, Андрей Родионов | Борис Тихомиров | 3:05         |
| 5. | «Игральный автомат»                                                            | Сергей Патрушев                  | Борис Тихомиров | 3:50         |
| 6. | «Пульсар»                                                                      |                                  | Борис Тихомиров | 2:23         |

| №  | Название                                                                         | Текст песни   | Музыка          | Длительность |
| -- | -------------------------------------------------------------------------------- | ------------- | --------------- | ------------ |
| 1. | «512 КБАЙТ. Сюита для двух музыкальных компьютеров, певцов, синтезатора ударных» |               |                 |              |
| 2. | «В гравитационной волне»                                                         |               | Андрей Родионов | 2:51         |
| 3. | «Персональный компьютер»                                                         | А. Слободский | Андрей Родионов | 2:16         |
| 4. | «512 Кбайт»                                                                      |               | Андрей Родионов | 3:45         |
| 5. | «Шахматный компьютер»                                                            | В. Сауткин    | Андрей Родионов | 3:23         |
| 6. | «В потоке обратного времени»                                                     |               | Андрей Родионов | 1:30         |
| 7. | «Эпилог»                                                                         | В. Сауткин    | Андрей Родионов | 2:42         |

### Комментарии
1. ↑  использовалась в качестве музыкальной заставки ТВ-передачи «Телевизионное знакомство»[8]

### Статьи
- Инструментальная «электроника» в СССР. Кто её представлял?
- Сказ о том, как дрыгоножество и рукомашество российской электронной музыке помогло в журнале «Музыкальная жизнь»